# Piotr Wiktorowski
Piotr Wiktorowski (ur. 13 listopada 1966 w Warszawie) – polski koszykarz występujący na pozycji środkowego.
W jednym ze spotkań III ligi, w 1995 roku zdobył 54 punkty, jako zawodnik Vigorsu Giżycko.

## Osiągnięcia
Klubowe
- Uczestnik meczu gwiazd PLK (1995)[2]
- Uczestnik rozgrywek Pucharu Koracia (1991/92)
- 2-krotnie awansował do PLK z Polonią Warszawa (1986, 1991)